# Georgios Derpapas
Georgios Derpapas (griechisch Γιώργος Δέρπαπας; * 11. November 1937 in Katerini; † 24. September 2014 auf Mykonos) war ein griechischer Maler und Grafiker. Er gilt als Vertreter des griechischen Surrealismus. 

## Leben
Derpapas wuchs in Thessaloniki auf, im Alter von 19 Jahren zog er nach Hamburg, wo er Betriebswirtschaft studierte, 1960 wandte er sich ausschließlich der Maleri zu. Im Hamburger Künstlerklub „die insel“ hatte er seine erste Einzelausstellung, 1967 zog er zurück nach Griechenland.
| Personendaten    | Personendaten                   |
| ---------------- | ------------------------------- |
| NAME             | Derpapas, Georgios              |
| ALTERNATIVNAMEN  | Δέρπαπας, Γιώργος (griechisch)  |
| KURZBESCHREIBUNG | griechischer Maler und Grafiker |
| GEBURTSDATUM     | 11. November 1937               |
| GEBURTSORT       | Katerini                        |
| STERBEDATUM      | 24. September 2014              |
| STERBEORT        | auf Mykonos                     |